# Fredriksberg, Malmö
Fredriksberg är ett industriområde i stadsdelen Fosie, Malmö som uppkallats efter den i områdets mitt belägna gården med samma namn.
Området ligger mellan Ystadvägen och Käglingevägen, norr om Yttre ringvägen. Korsningen mellan Ystadvägen och Yttre ringvägen kallas Trafikplats Fredriksberg.

## Industrier
Redan tidigt på 1980-talet fanns företaget SattControl närmast trafikplats Jägersro. 1983-1984 byggde Skånemejerier sitt mejeri strax intill. Därefter hände inte så mycket på området förrän Förenade Bil etablerade sig vid Yttre ringvägen 2006. Sedan dess har flera bilfirmor och lättare industrier tillkommit.

## Fredriksbergs gård
Namnet "Fredriksberg" är tidigast omnämnt i husförhörslängden för Oxie 1810. Gården uppfördes i samband med enskiftet (som för Oxies del inträffade 1805-1806) och ägdes av kammarherren Nils Trolle. Den är sannolikt uppkallad efter dennes son Fredrik (1803-1839). Den förvärvades 1811 av Berndt Kockum. 1916 kom den i Weibulls ägo och användes för försöksodlingar. Gården köptes 1967 av Malmö stad och arrenderas sedan 1972 av Spargodt AB.

## Arkeologiska fynd
Vid Fredriksberg har två stridsyxegravar från stenåldern hittats och den ena av dessa finns utställd på Lunds universitets historiska museum. Vidare har en boplats från yngre bronsålder eller järnålder hittats i området.